# Niewiasta obleczona w słońce
Niewiasta obleczona w słońce (gr. γυνὴ περιβεβλημένη τὸν ἥλιον) − postać z Apokalipsy św. Jana Apostoła, opisana w rozdziale 12.

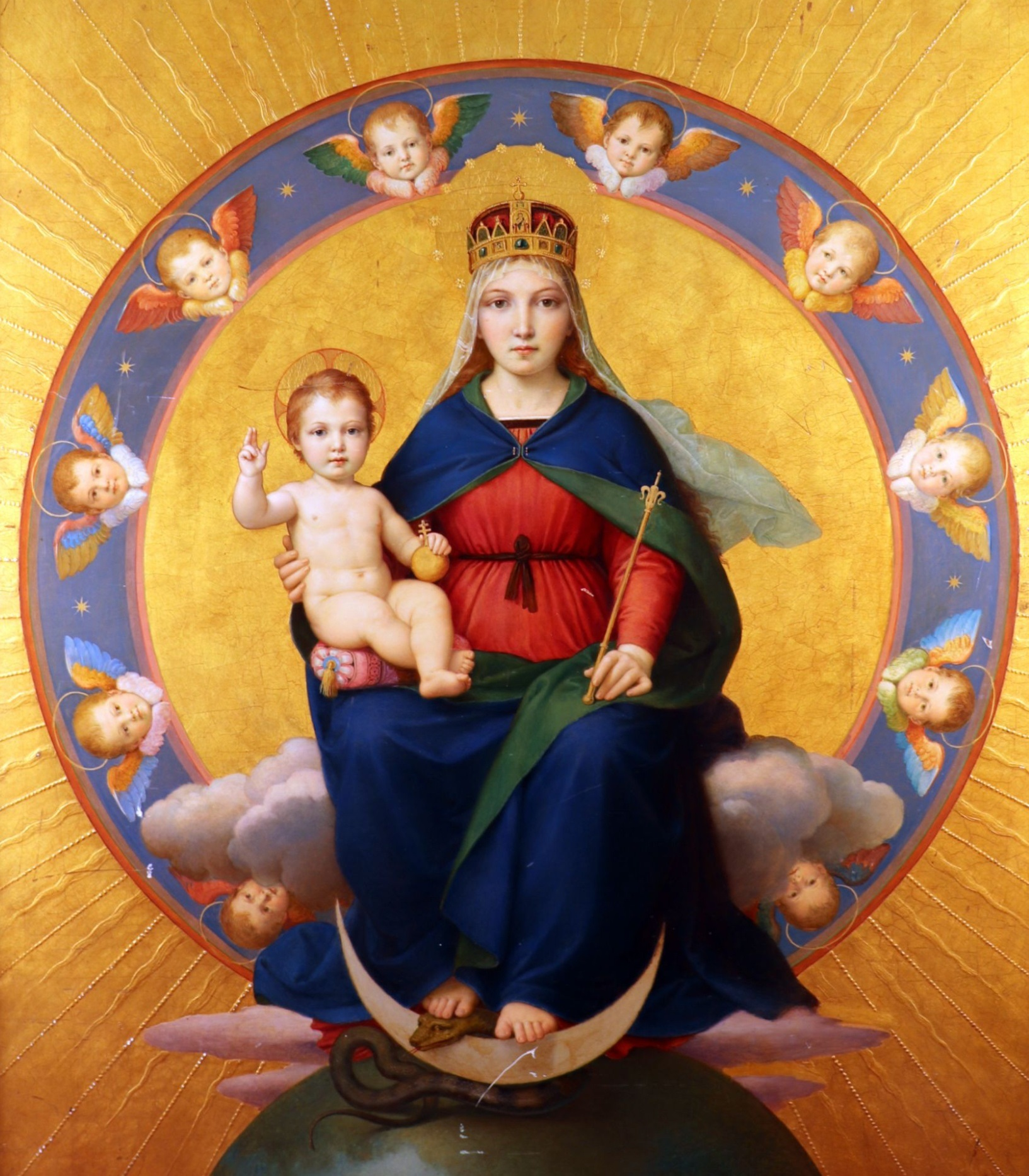
Niewiasta obleczona w Słońce i Świętą Koronę Węgier. Obraz węgierskiego malarza Szoldatits Ferenc.

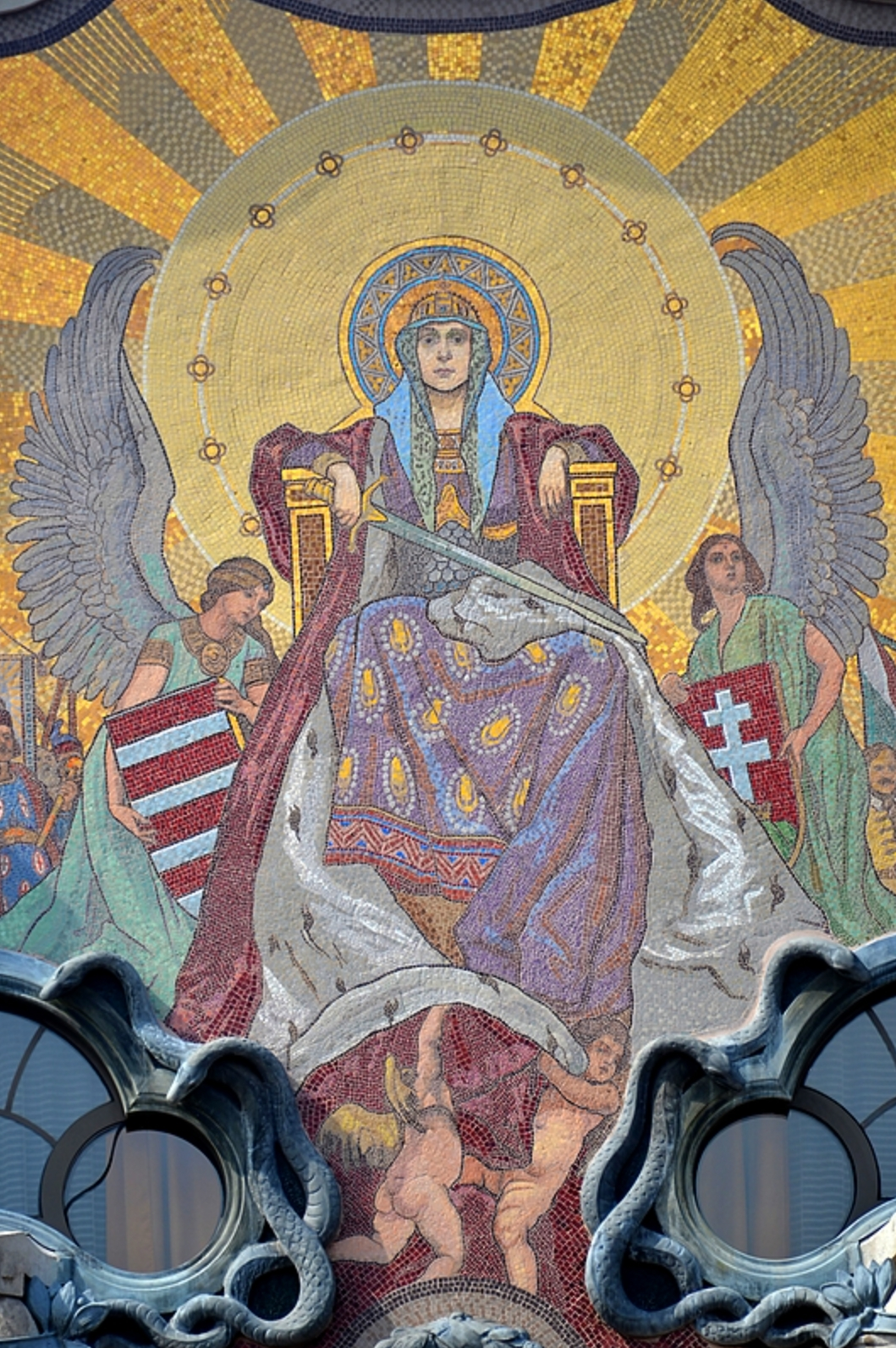
Kobieta odziana w słońce (Patrona Hungariae), mozaika na fasadzie "Turecki Bank House" w Budapeszt, Węgry

W tradycji Kościoła przeważają dwie perspektywy interpretacyjne odnośnie do postaci nazywanej w Apokalipsie Niewiastą obleczoną w słońce: eklezjalna i mariologiczna. Pierwsza była obecna w nauczaniu Ojców Kościoła i istnieje w teologii i egzegezie współczesnej. Przejawy drugiej odnaleźć można w egzegezie monastycznej wieków średnich oraz w liturgii. Teologia dzisiejsza stara się znaleźć wspólny klucz interpretacyjny, integrujący oba punkty widzenia. Obecny sposób interpretacji łączy widzenie kolektywne (Kościół jako wspólnota osób) z widzeniem indywidualnym (Maryja jako niewiasta z wizji apokaliptycznej). Ponadto istnieją interpretacje: synagogalna oraz interpretacja łączona synagogalno-eklezjalna.

## Tekst biblijny

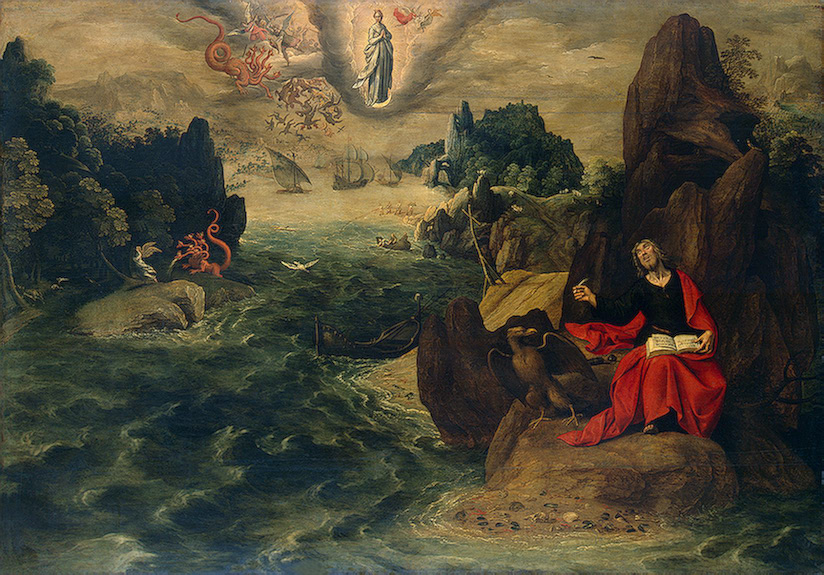
Wizja św. Jana na Patmos, obraz Tobiasa Verhaechta, 1598

Natchniony autor ostatniej księgi Nowego Testamentu zaraz po opisaniu tego, co ma się wydarzyć na głos siódmej trąby, przechodzi do zreferowania kolejnego widzenia. Bohaterami wizji są tajemnicza niewiasta oraz smok, którzy w wydaniach tłumaczeń biblijnych na języki narodowe pisani są wielką literą.
Niewiasta obleczona jest w słońce, ma pod nogami półksiężyc, wokół jej głowy widnieje wieniec z dwunastu gwiazd. Autor podkreśla, iż kobieta spodziewa się dziecka, jest brzemienna. Jednocześnie przedstawiony zostaje potężny smok koloru ognia z siedmioma głowami, dziesięcioma rogami i siedmioma diademami, odpowiadającymi liczbie głów. Bestia nastaje na życie mającego urodzić się chłopca. W dramatycznym momencie dziecko zostaje uniesione do tronu Boga. Niewiasta zbiegła na pustynię, gdzie Bóg zapewnił jej byt przez tysiąc dwieście sześćdziesiąt dni (wersety 1–6).
Kolejna scena to walka Michała Archanioła ze smokiem. Smok, którego tekst biblijny nazywa oskarżycielem, wężem starodawnym, szatanem i diabłem, został pokonany. Karą dla smoka jest strącenie go na ziemię, gdzie i tak jego dni są policzone. W gniewie stara się jeszcze zaszkodzić niewieście i jej potomstwu (wersety 7–12).
Trzecia scena, pełna dynamiki, związanej z prześladowczymi działaniami smoka i ucieczką niewiasty. Niewiasta dzięki orlim skrzydłom, które zostały jej dane, pierzcha na pustynię, do miejsca specjalnie dla niej przygotowanego, z dala od węża. Wąż wypuszcza w jej kierunku rzekę ze swoich wnętrzności, ta jednak nie zdołała zaszkodzić niewieście, gdyż ziemia otwarła się i pochłonęła jej nurty (wersety 13–18).

## Interpretacja eklezjologiczna

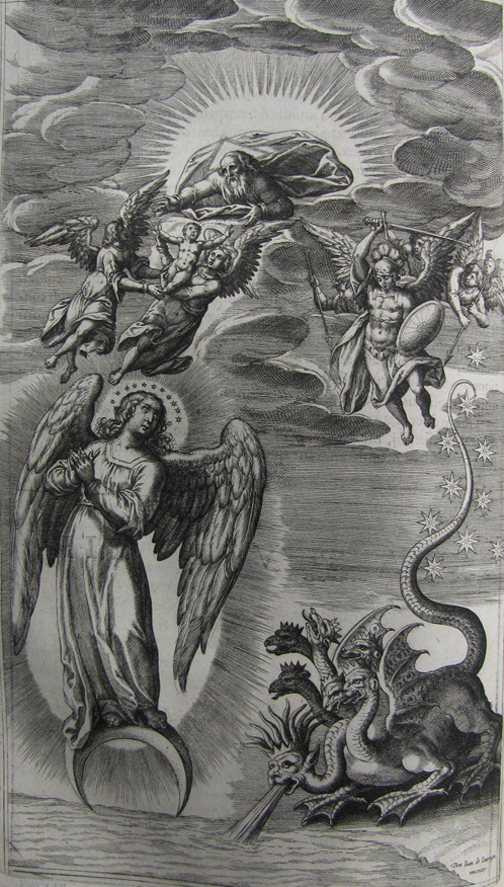
Ilustracja w komentarzu L. ab Alcasar

Według egzegezy kolektywnej niewiasta obleczona w słońce jest symbolem Narodu Wybranego w czasach ostatecznych, ludu, który zawarł przymierze ze swoim Bogiem. Postać niewiasty z rozdziału 12 Apokalipsy jest przeciwieństwem nierządnicy z rozdziałów 17–9, która w rozdziałach 19 i 21 przemieni się w oblubienicę Baranka i niebieskie Jeruzalem. Jak rozdział 4 z opisem wizji tronu Bożego otwierał część księgi, w której przedstawiona została Historia Zbawienia i czasy sądu, tak rozdział 12 otwiera drugą część, nazywaną przez egzegetów eklezjalną, w której autor zawarł opis prześladowań wspólnoty Chrystusa i zwycięstwo w czasach ostatecznych. Męski potomek to mesjasz, długo oczekiwany wybawiciel. Niewiasta, jego matka, przedstawiona jest jako figura kosmiczna i niebiańska − obleczona w słońce, księżyc i gwiazdy (odwołanie do Księgi Izajasza, gdzie w rozdz. 60 w podobnych rysach opisana zostaje Córa Syjonu). Dwanaście gwiazd symbolizuje dwanaście pokoleń Izraela. Niewiasta jest więc personifikacją ludu Nowego Przymierza, wspólnoty wierzących, Kościoła. Bóle rodzenia to czas wydania na świat wszystkich wierzących, ogółu świętych i zbawionych w czasach ostatecznych. Smok to Szatan nastawający na dobro dzieci Kościoła. Bóg opiekuje się swoim ludem podczas całej ziemskiej wędrówki.
Interpretację tę stosował już Hipolit Rzymski (ok. 200). Jego zdaniem kobieta symbolizuje Kościół, który jest przyodziany w słowo Ojca; macierzyństwo Kobiety wyjaśnia w sposób mistyczny; „korona z 12 gwiazd” oznacza 12 apostołów, przez których Kościół został założony; „księżyc” – chwałę niebiańską; „skrzydła” symbolizują wiarę Jezusa Chrystusa; „bóle porodowe” Kobiety – prześladowania i utrapienia, jakich Kościół dozna ze strony tyrana; „ucieczkę Kobiety na pustynię” wyjaśnia przy pomocy Mt 10, 23 i odnosi do czasów ostatecznych. Hipolit nie wyjaśnia jedynie „reszty potomstwa kobiety” z 12, 7.
Metody z Olimpu, był zdania że kobieta jest symbolem Matki-Kościoła, figurą matki dziewic. Matka ta przedstawiana była przez proroków pod obrazem Jerozolimy, Oblubienicy lub góry Syjonu, wokół niej gromadzą się dzieci ze wszystkich stron świata (aluzja do Iz 60, 3-4), dzieci zrodzone na chrzcie (symbolizowane są przez Syna). Kościół przyodziany jest w światłość; „księżyc” oznacza wiarę istot oczyszczonych kąpielą ze zniszczenia; „bóle porodowe”, są figurą ponoszonych trudów celem duchowego odrodzenia człowieka; „pustynią” jest siedziba cnoty, zaś „karmienie przez 1260 dni’ to dokładne poznanie Ojca, Syna i Ducha Świętego. Interpretacja „skrzydeł” uzależniona jest od platońskiego „Fajdrosa”, oznaczają one skrzydła ascetycznej duszy. Zadaniem Kobiety, czyli Kościoła, jest „modelowanie i rodzenie męskiego Słowa” w sercach tych, „którzy się oczyścili”.
Tykoniusz, donatysta, uważał iż kobieta jest symbolem Kościoła, przyodzianego w słońce sprawiedliwości. Dwanaście gwiazd to dwunastu apostołów, stanowiących jak gdyby koronę Kościoła. Bóle porodowe są wyrazem prac i trudów ponoszonych przez Kościół, celem odrodzenia ludzkości.
Prymazjusz; kobieta symbolizuje Kościół; „słońce” – Chrystusa; brzemienność Kobiety rozumie w sensie duchowym, nie fizycznym, zaś „bóle porodowe” to bóle duchowe, jakich doznaje Kościół rodząc swoje dzieci (Gal 4, 19). Korona z 12 gwiazd oznacza dwunastu apostołów. Prymazjusz kobietę Obj 12 utożsamia z Kobietą Protoewangelii.
Jezuita F. Ribera stwierdził, iż kobieta w sensie wyrazowym jest symbolem wyłącznie Kościoła Chrystusowego, Marią zaś może być jedynie w sensie alegorycznym; „korona z 12 gwiazd” jest figurą dwunastu apostołów; natomiast „bóle” Kobiety interpretuje jako cierpienia, przez które Kościół musi przejść zanim dojdzie do zrodzenia poszczególnych jego członków.
Cornelius a Lapide (zm. 1637) przez Kobietę rozumiał Kościół czasów ostatecznych, zaś rozdział 12 daje opis walk jakie Kościół w owych czasach będzie staczał z Szatanem, aż do ostatecznego nad nim zwycięstwa; Kościół przyodziany jest w Chrystusa, zaś „korona” jest symbolem 12 apostołów, którzy niby gwiazdy oświecają Kościół.
Inny jezuita, Ludovicus ab Alcasar, był zdania, iż kobieta jest figurą wyłącznie pierwotnego Kościoła, który po odrzuceniu narodu wybranego (ze względu na jego zatwardziałość), posłany został dla głoszenia Ewangelii narodom; „ucieczka Kobiety na pustynię” oznacza szukanie przez Kościół schronienia wśród narodów; brzemienność Kobiety wyjaśnia powołując się na Iz 66, 7, a symbolizować ono ma pozyskanie (zrodzenie) Chrystusowi pogano-chrześcijańskich wyznawców.
Hugo Grocjusz uważał, że kobieta oznacza Kościół, w którego skład wchodzą najpierw kościoły powszechne, następnie partykularne; Kościół przyodziany jest w słońce, tj. w światło Chrystusa (por. Ml 4, 2); księżyc oznacza światło Zakonu i Proroków, korona z dwunastu gwiazd – dwunastu apostołów.
J. Sickenberger krytycznie oceniał eklezjologiczną interpretację i poczynił względem niej zastrzeżenie natury historyczno-logicznej. Wytknął jej, iż traci ona rację bytu wówczas, gdy zrodzonego z kobiety Syna zinterpretujemy jako Chrystusa (ten anachronizm był niejednokrotnie popełniany), ponieważ to nie Kościół Chrystusa, ale Chrystus powołał Kościół do życia (Mt 16, 18). Innym jego argumentem był ten, iż Nowy Izrael symbolizowane jest w Apokalipsie przez Oblubienicę Chrystusową (Ap 19), a nie przez Matkę. Argument ten zastosował również Peter Ketter.
Interpretacja ta cieszy się największym uznaniem wśród współczesnych biblistów. Spośród polskich biblistów stosowali ją: Eugeniusz Dąbrowski, Ludwik Stefaniak, Franciszek Sieg, Stanisław Gądecki, Michał Wojciechowski.

## Interpretacja mariologiczna

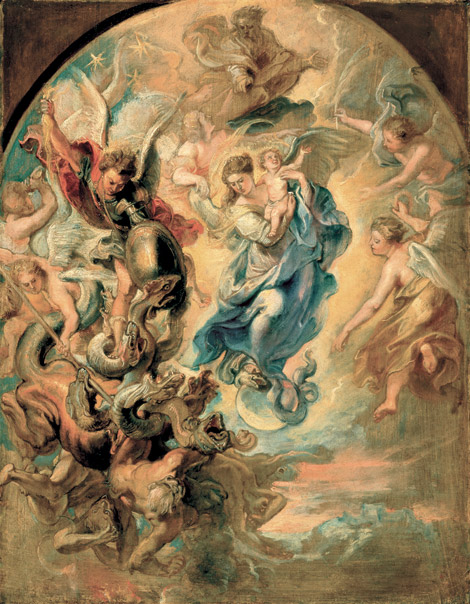
Maryja jako Niewiasta obleczona w słońce na obrazie Rubensa

Według interpretacji indywidualnej, widzącej w niewieście obleczonej w słońce Maryję Pannę, Matkę Jezusa, trzeba w tłumaczeniu symbolu pozostawać w zgodzie z innymi tekstami Nowego Testamentu, dla których Maryja jest Córą Syjonu i Nową Ewą, niewiastą par excellence, jak ją nazywa Chrystus w Kanie i na Golgocie. Maryja jest obrazem ludu czasów mesjańskich, jest figurą Kościoła. Maryja jest Matką Mesjasza, ale i wszystkich, którzy zachowują przykazania Boga i wierni są Jezusowemy świadectwu. Liturgia chrześcijańska związana z kultem maryjnym jest przesycona tą typologią.
Z końcem średniowiecza interpretacja mariologiczna zaczęła tracić swoich zwolenników. Ze względu na racje egzegetyczne przeciwstawili się jej: Erazm z Rotterdamu, F. Ribera, L. Alcasar i C. a Lapide. Ribera twierdził, iż jest ona możliwa tylko po uwzględnieniu sensu alegorycznego. Powstały w XVI wieku protestantyzm zwalczał mariologiczną interpretację. Jednym z nielicznych stosujących w owym czasie tę interpretację, był C. de Mello, a argumentował ją tym, że Maria stanowi najdoskonalszą część Kościoła. Z jego odejściem katolicka egzegeza o tej interpretacji niemal całkowicie zapomniała. Przypomniano ją ponownie w połowie wieku XIX, a stało się to w znacznej mierze dzięki M. J. Scheebenowi, który jednak stosował raczej interpretację maryjno-eklezjologiczną aniżeli mariologiczną. Ale wzrost jej znaczenia trwał zbyt krótko, by mogła zdążyć zdominować całkowicie katolicką egzegezę.
Interpretacja maryjna jest odrzucana przez większość katolickich egzegetów. Zwraca się uwagę na to, że tylko wiersz 5. pasuje do tej interpretacji. Sickenberger użył argumentu, że poza Chrystusem Maria nie miała innego potomstwa. Zdaniem Dąbrowskiego poród w boleściach nie może mieć do Matki Bożej żadnego zastosowania. „Hojność względem Marii jest jak najbardziej słuszna, ale jeżeli rozmija się z prawdą, wówczas nie przysporzy jej ani czci, ani chwały”. Znajduje ona największe oparcie u włoskich biblistów (np. Le Frois, G. Roschini).

## Maryja-Niewiasta w sztuce

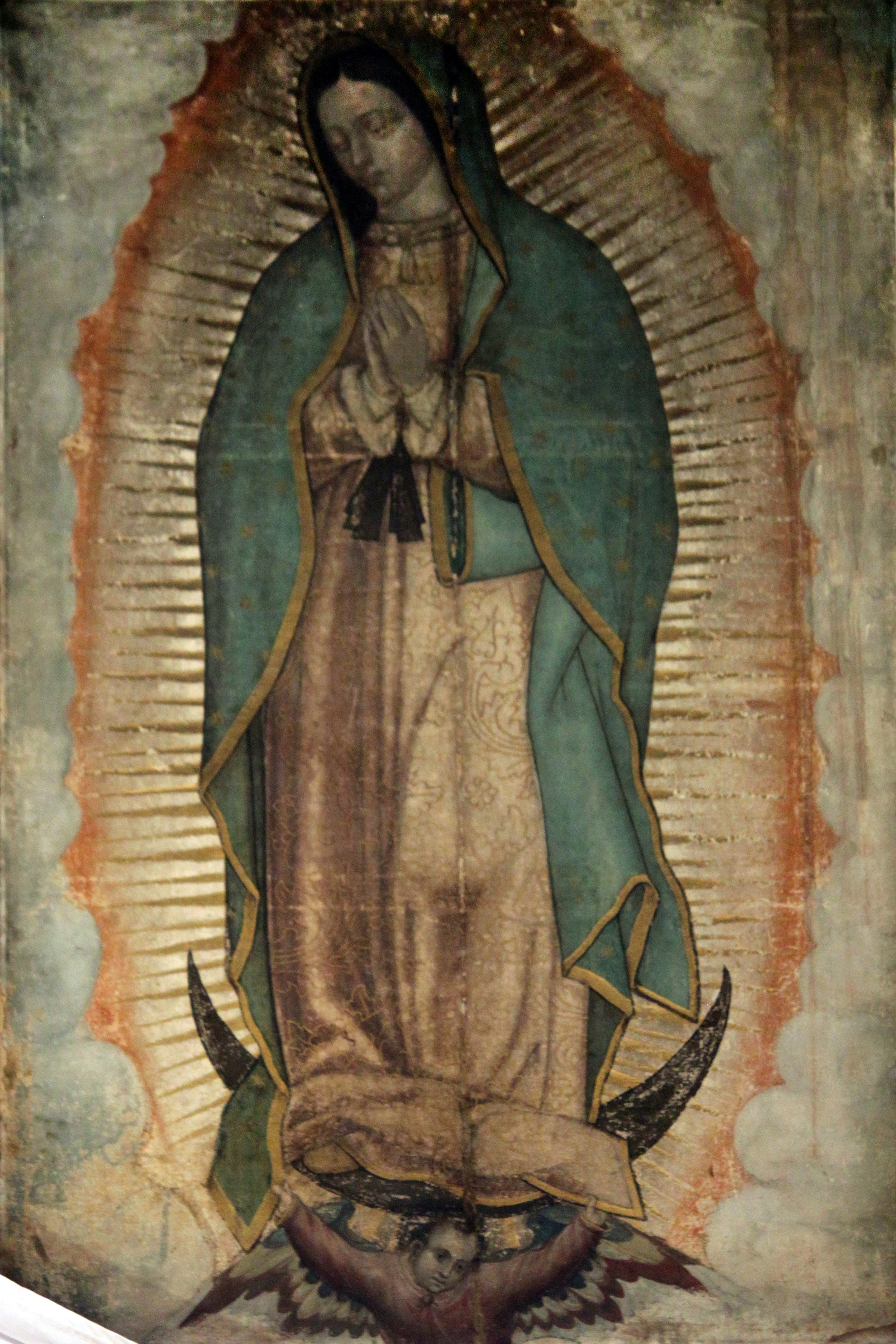
Matka Boża z Guadalupe

Często w sztuce religijnej, przede wszystkim Kościoła katolickiego Maryja przedstawiana jest jak niewiasta opisana w Apokalipsie. Wokół jej postaci zarysowywana jest świetlista poświata, pod nogami odwrócony przygaszony księżyc, wokół zaś głowy wieniec z dwunastu gwiazd. Znanym przedstawieniem Matki Bożej w takiej postaci jest cudowny wizerunek Matki Bożej z Guadalupe w Meksyku. W tym wizerunku Maryja jest ukazana jako kobieta brzemienna (co symbolizuje czarna wstęga którą jest przepasana), a więc tak jak to zostało opisane w tekście Apokalipsy.

## Gwiazdy na fladze Unii Europejskiej
Flaga europejska została wybrana w 1955. Zaakceptowany projekt był jednym z kilku przygotowanych przez religijnego artystę Arsène Heitza. Niebieski kolor tła był dla niego odniesieniem do koloru płaszcza Matki Bożej powszechnie rozpoznawalnego w Europie. Wieniec z gwiazd był odniesieniem do opisu niewiasty z Apokalipsy. Dyplomaci przyjmujący projekt nie znali motywacji artysty. Zbiegiem okoliczności przedstawiciele narodów europejskich ostatecznie zaakceptowali projekt w dniu uroczystości Niepokalanego Poczęcia. Maryja Niepokalanie Poczęta przedstawiana jest z charakterystycznym wieńcem z gwiazd wokół głowy i w niebieskim płaszczu, czasem też rozgniatając piętą głowę węża.

## Interpretacje innych wyznań
Świadkowie Jehowy uważają, że symboliczna niewiasta z 12 rozdziału Księgi Objawienia wyobraża niebiańską część organizacji Jehowy. Korona z dwunastu gwiazd odnosi się do zupełności organizacyjnej, a „chłopczyk”, który „rządzić będzie wszystkimi narodami” wyobraża rząd Boży, w skład którego wchodzi jako panujący Król Jezus Chrystus.